# Championnat d'Équateur de football 2020
Navigation
Édition précédente Édition suivante
La saison 2020 du championnat d'Équateur de football est la soixante-deuxième édition du championnat de première division professionnelle en Équateur et la deuxième sous l'appellation LigaPro.
Cette saison le format change, les 16 équipes se rencontrent une fois dans la première phase, le premier est qualifié pour la Copa Libertadores 2021 et pour la finale du championnat.
Lors de la deuxième phase, les 16 équipes se rencontrent de nouveau une fois, le premier est qualifié pour la Copa Libertadores 2021 et pour la finale du championnat en match aller et retour qui détermine le champion d'Équateur.
Les deux derniers du classement cumulé seront relégués en deuxième division.

## Qualifications continentales
Le champion d’Équateur se qualifie pour la Copa Libertadores 2021, tout comme le finaliste et les deux autres équipes les mieux classées du classement cumulé. Les quatre équipes suivantes de ce même classement obtiennent leur billet pour la Copa Sudamericana 2021.

## Déroulement de la saison
Lors de la 5e journée, en mars 2020, le championnat est suspendu à cause de la pandémie de Covid-19, le championnat reprend à la mi-août avec les matchs manquants de la 5e journée, la première phase se termine le 4 octobre 2020. La deuxième phase débute le 14 octobre et se termine le 20 décembre 2020.

## Les clubs participants
- Sociedad Deportiva Aucas
- Barcelona Sporting Club
- Delfín Sporting Club
- Club Deportivo Cuenca
- Liga Deportiva Universitaria de Quito
- Club Deportivo Universidad Católica del Ecuador
- Club Deportivo El Nacional
- Club Social y Deportivo Macara
- Club Deportivo River Ecuador
- Independiente del Valle
- Club Sport Emelec
- Club Deportivo Técnico Universitario
- Mushuc Runa SC
- Orense Sporting Club - Promu de Serie B
- LDU Portoviejo - Promu de Serie B
- Centro Deportivo Olmedo

## Compétition
Le barème utilisé pour établir les différents classements est le suivant :
- Victoire : 3 points
- Match nul : 1 point
- Défaite : 0 point

### Première phase
| Rang | Équipe                     | Pts | J  | G  | N | P | Bp | Bc | Diff |
| ---- | -------------------------- | --- | -- | -- | - | - | -- | -- | ---- |
| 1    | LDU Quito                  | 35  | 15 | 11 | 2 | 2 | 29 | 13 | +16  |
| 2    | Independiente del Valle    | 32  | 15 | 9  | 5 | 1 | 36 | 22 | +14  |
| 3    | CDU Católica del Ecuador   | 31  | 15 | 9  | 4 | 2 | 32 | 14 | +18  |
| 4    | Barcelona Sporting Club    | 29  | 15 | 8  | 5 | 2 | 23 | 13 | +10  |
| 5    | Macará                     | 24  | 15 | 6  | 6 | 3 | 22 | 17 | +5   |
| 6    | Sociedad Deportiva Aucas   | 23  | 15 | 7  | 2 | 6 | 26 | 23 | +3   |
| 7    | Técnico                    | 22  | 15 | 6  | 4 | 5 | 17 | 16 | +1   |
| 8    | Delfín SCT                 | 18  | 15 | 5  | 3 | 7 | 17 | 22 | -5   |
| 9    | Guayaquil City Fútbol Club | 18  | 15 | 5  | 3 | 7 | 17 | 23 | -6   |
| 10   | Mushuc Runa SC             | 18  | 15 | 5  | 3 | 7 | 16 | 22 | -6   |
| 11   | Centro Deportivo Olmedo    | 17  | 15 | 5  | 2 | 8 | 26 | 29 | -3   |
| 12   | Club Sport Emelec          | 16  | 15 | 4  | 4 | 7 | 20 | 22 | -2   |
| 13   | Club Deportivo El Nacional | 14  | 15 | 3  | 5 | 7 | 16 | 24 | -8   |
| 14   | LDU Portoviejo P           | 13  | 15 | 3  | 4 | 8 | 19 | 30 | -11  |
| 15   | Orense Sporting Club P     | 10  | 15 | 1  | 7 | 7 | 15 | 27 | -12  |
| 16   | Club Deportivo Cuenca      | 8   | 15 | 1  | 5 | 9 | 16 | 30 | -14  |

|  | Qualification pour la finale             |
|  | T : Tenant du titre P : Promu de Serie B |

### Deuxième phase
| Rang | Équipe                     | Pts | J  | G | N | P | Bp | Bc | Diff |
| ---- | -------------------------- | --- | -- | - | - | - | -- | -- | ---- |
| 1    | Barcelona Sporting Club    | 29  | 15 | 8 | 5 | 2 | 22 | 7  | +15  |
| 2    | Club Sport Emelec          | 28  | 15 | 8 | 4 | 3 | 28 | 15 | +13  |
| 3    | Guayaquil City Fútbol Club | 26  | 15 | 7 | 5 | 3 | 23 | 17 | +6   |
| 4    | LDU Quito                  | 24  | 15 | 7 | 3 | 5 | 31 | 20 | +11  |
| 5    | Club Deportivo Cuenca      | 23  | 15 | 6 | 5 | 4 | 18 | 21 | -3   |
| 6    | Independiente del Valle    | 22  | 15 | 7 | 1 | 7 | 26 | 21 | +5   |
| 7    | Orense Sporting Club P     | 21  | 15 | 5 | 6 | 4 | 12 | 19 | -7   |
| 8    | Delfín SCT                 | 20  | 15 | 5 | 5 | 5 | 22 | 19 | +3   |
| 9    | CDU Católica del Ecuador   | 20  | 15 | 5 | 5 | 5 | 16 | 14 | +2   |
| 10   | Técnico                    | 20  | 15 | 5 | 5 | 5 | 11 | 11 | 0    |
| 11   | Macará                     | 20  | 15 | 6 | 2 | 7 | 15 | 20 | -5   |
| 12   | Sociedad Deportiva Aucas   | 19  | 15 | 4 | 7 | 4 | 33 | 32 | +1   |
| 13   | LDU Portoviejo P           | 17  | 15 | 5 | 2 | 8 | 20 | 29 | -9   |
| 14   | Mushuc Runa SC             | 13  | 15 | 3 | 4 | 8 | 17 | 23 | -6   |
| 15   | Centro Deportivo Olmedo    | 13  | 15 | 3 | 4 | 8 | 16 | 27 | -11  |
| 16   | Club Deportivo El Nacional | 12  | 15 | 3 | 3 | 9 | 10 | 25 | -15  |

|  | Qualification pour la finale             |
|  | T : Tenant du titre P : Promu de Serie B |

### Finale du championnat
| Équipe 1                | Résultat | Équipe 2  | Aller | Retour            |
| ----------------------- | -------- | --------- | ----- | ----------------- |
| Barcelona Sporting Club | 1-1      | LDU Quito | 1-1   | 0-0 (3-1t. a. b.) |

## Classement cumulé
| Rang | Équipe                     | Pts | J  | G  | N  | P  | Bp | Bc | Diff |
| ---- | -------------------------- | --- | -- | -- | -- | -- | -- | -- | ---- |
| 1    | LDU Quito                  | 59  | 30 | 18 | 5  | 7  | 60 | 33 | +27  |
| 2    | Barcelona Sporting Club    | 58  | 30 | 16 | 10 | 4  | 45 | 20 | +25  |
| 3    | Independiente del Valle    | 54  | 30 | 16 | 6  | 8  | 62 | 43 | +19  |
| 4    | CDU Católica del Ecuador   | 51  | 30 | 14 | 9  | 7  | 48 | 28 | +20  |
| 5    | Club Sport Emelec          | 44  | 30 | 12 | 8  | 10 | 48 | 37 | +11  |
| 6    | Guayaquil City Fútbol Club | 44  | 30 | 12 | 8  | 10 | 40 | 40 | 0    |
| 7    | Macará                     | 44  | 30 | 12 | 8  | 10 | 37 | 37 | 0    |
| 8    | Sociedad Deportiva Aucas   | 42  | 30 | 11 | 9  | 10 | 59 | 55 | +4   |
| 9    | Técnico                    | 42  | 30 | 11 | 9  | 10 | 28 | 27 | +1   |
| 10   | Delfín SCT                 | 38  | 30 | 10 | 8  | 12 | 39 | 41 | -2   |
| 11   | Mushuc Runa SC             | 31  | 30 | 8  | 7  | 15 | 33 | 45 | -12  |
| 12   | Club Deportivo Cuenca      | 31  | 30 | 7  | 10 | 13 | 34 | 51 | -17  |
| 13   | Orense Sporting Club P     | 31  | 30 | 6  | 13 | 11 | 27 | 46 | -19  |
| 14   | Centro Deportivo Olmedo    | 30  | 30 | 8  | 6  | 16 | 42 | 56 | -14  |
| 15   | LDU Portoviejo P           | 30  | 30 | 8  | 6  | 16 | 39 | 59 | -20  |
| 16   | Club Deportivo El Nacional | 26  | 30 | 6  | 8  | 16 | 26 | 49 | -23  |

|  | Qualification pour la Copa Libertadores 2021 |
|  | Qualification pour la Copa Sudamericana 2021 |
|  | Relégué en Serie B                           |
|  | T : Tenant du titre P : Promu de Serie B     |

## Bilan de la saison
| Championnat d'Équateur de football 2020 |                                                   |
| Champion                                | Barcelona Sporting Club (16e titre)               |
| Coupes et trophées                      |                                                   |
| Vainqueur de la Coupe d'Équateur 2020   | non disputé                                       |
| Qualifications continentales            |                                                   |
| Copa Libertadores 2021                  | Barcelona Sporting Club                           |
| Copa Libertadores 2021                  | LDU Quito                                         |
| Copa Libertadores 2021                  | Independiente del Valle (qualification 2e tour)   |
| Copa Libertadores 2021                  | CDU Católica del Ecuador (qualification 1er tour) |
| Copa Sudamericana 2021                  | Club Sport Emelec                                 |
| Copa Sudamericana 2021                  | Sociedad Deportiva Aucas                          |
| Copa Sudamericana 2021                  | Guayaquil City Fútbol Club                        |
| Copa Sudamericana 2021                  | Macará                                            |
| Promotions et relégations               |                                                   |
| Promus en Serie A                       | Asociación Deportiva Nueve de Octubre             |
| Promus en Serie A                       | Manta Fútbol Club                                 |
| Relégués en Serie B                     | LDU Portoviejo                                    |
| Relégués en Serie B                     | Club Deportivo El Nacional                        |